# Marcel André Gervais
Marcel André Gervais (ur. 21 września 1931 w Elie, zm. 6 sierpnia 2023 w Ottawie) – kanadyjski duchowny rzymskokatolicki, w latach 1989-2007 arcybiskup Ottawy.

## Życiorys
Święcenia kapłańskie przyjął 31 maja 1958. 19 kwietnia 1980 został prekonizowany biskupem pomocniczym London ze stolicą tytularną Rossmarkaeum. Sakrę biskupią otrzymał 11 czerwca 1980. 3 maja 1985 został mianowany biskupem Sault Sainte Marie, ingres odbył się 17 czerwca. 13 maja 1989 został mianowany koadiutorem arcybiskupa Ottawy. 27 września 1989 objął stolicę arcybiskupią. 14 maja 2007 przeszedł na emeryturę.